# Ipso facto

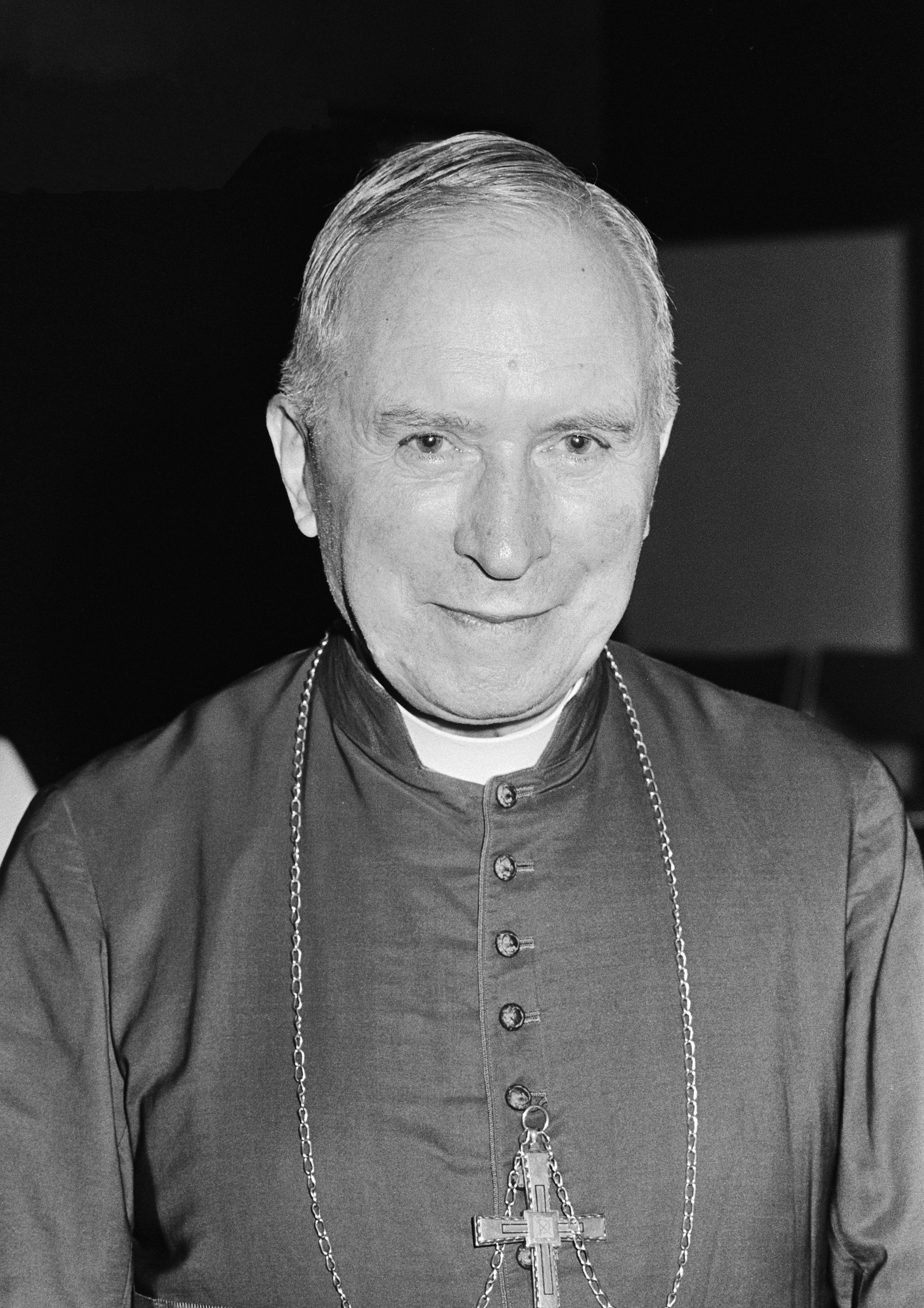
Arcibiskup Marcel Lefebvre, exkomunikovaný ipso facto (latae sententiae) v roce 1988, kvůli nedovolenému vysvěcení čtyř biskupů, po Lefebvrově smrti Svatý stolec 21. ledna 2009 exkomunikaci čtyř biskupů zrušil, jeho obhájci však tvrdí, že jednal v těžké nouzi, což je podle kanonického práva z roku 1983 v tomto případě omluvou, aby se vyhnul automatické exkomunikaci (kánon 1323, §4)

Ipso facto je latinský termín, značící ze samotné skutečnosti (resp. samým činem). Je používaný ve vědě, filosofii, a v civilním i církevním právu.

## V kanonickém právu
V případě, kdy dojde k přestoupení určitých kánonů, nastává ipso facto (samočinně) trest (exkomunikace nebo interdikt) tzv. latae sententiae, aniž by k tomu bylo nutné potvrzení církevní autoritou.